# Corona Schröter
Corona Schröter (Guben, Brandenburg, 14 de gener de 1751 - Ilmenau, Turíngia, 23 d'agost de 1802) fou una cantant alemanya.

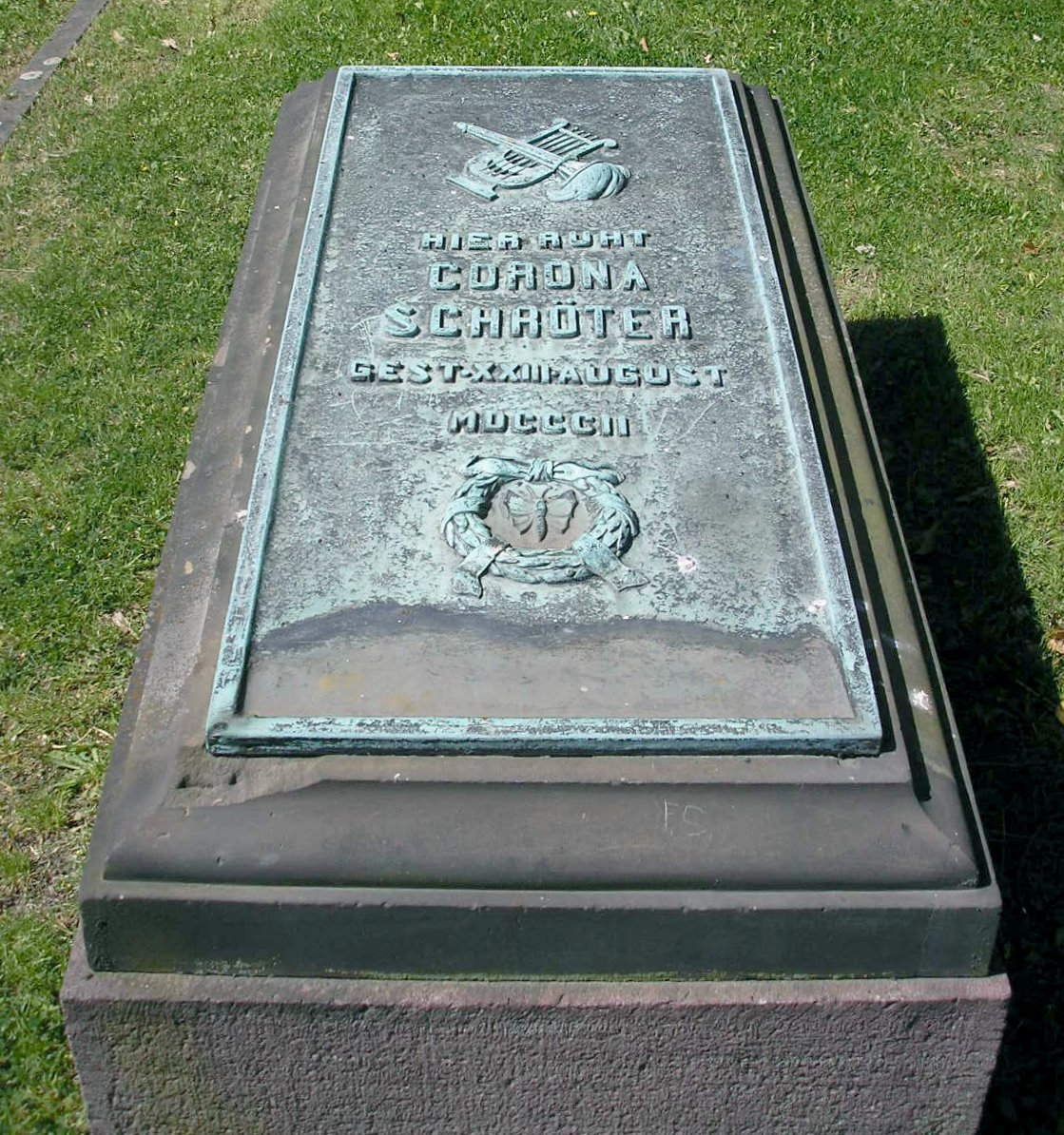
Tomba de Corona Schröter a Ilmenau

Filla d'un músic, (Johann Friedrich Schröter), acompanyà el seu pare a Varsòvia i després a Leipzig, on el director d'orquestra Hiller li ensenyà música i cant, i ja el 1765, és a dir, als catorze anys, debutà en el Gran Concert de Leipzig.
Després que aquesta artista, notable també per la seva rara i sobirana bellesa, actuà en aquesta ciutat en concerts i en el teatre fins al 1777, l'any següent, per recomanació de Goethe, fou a Weimar amb la feina de cantant de cambra i cort de la duquessa Anna Amàlia. En les representacions disposades per Goethe en el teatre d'afeccionats de la duquessa feu papers principals (fou la primera actriu d'Ifigènia i la primera tiple de l'Erlkkönig). En cessar el teatre d'afeccionats, deixà l'art que havia exercit i la cort, i es dedicà a professora de cant i dibuix, a la composició i a la pintura.
Un quadern de 25 composicions seves aparegué a Weimar el 1786 (nova edició, Leipzig, 1907). A Guben se li erigí el 1905 un monument fet per Donndorf.